# Khủng hoảng ngoại giao Qatar 2017
Khủng hoảng ngoại giao Qatar 2017 bắt đầu từ tháng 6 năm 2017, khi một số quốc gia do Ả Rập Xê Út dẫn đầu đã tuyên bố cắt đứt mối quan hệ ngoại giao với Qatar. Các quốc gia khác cắt đứt mối quan hệ bao gồm Bahrain, Ai Cập, Yemen (Chính phủ do Hadi lãnh đạo), Các Tiểu vương quốc Ả Rập Thống nhất, Libya (Hạ viện và Chính phủ Hòa hợp Quốc gia), và Maldives. Họ không chỉ đình chỉ quan hệ ngoại giao với Qatar mà còn dừng tất cả các tuyến giao thông bằng đường bộ, đường biển và hàng không. Các quốc gia này, ngoại trừ Ai Cập, quốc gia có 250 ngàn người làm việc ở đó, ra lệnh công dân mình rời khỏi Qatar. Jordan cũng giảm quan hệ với Qatar.
Thổ Nhĩ Kỳ, Nga và Iran kêu gọi đối thoại để giải quyết cuộc khủng hoảng. Tổng thống Hoa Kỳ Donald Trump chỉ trích Qatar và cho là mình đã góp phần đưa đến quyết định này. Các quốc gia khác, như Pakistan, tuy là một nước Shia, nhưng lại là đồng minh của Saudi vẫn giữ trung lập.
Vào ngày 4 tháng 1 năm 2021, Qatar và Saudi Arabia đã đồng ý giải quyết cuộc khủng hoảng do Kuwait và Hoa Kỳ làm trung gian. Ả Rập Saudi sẽ mở lại biên giới với Qatar và bắt đầu quá trình hòa giải. Một thỏa thuận và thông cáo cuối cùng được ký vào ngày 5 tháng 1 năm 2021 sau hội nghị thượng đỉnh GCC tại Al-Ula đánh dấu việc giải quyết cuộc khủng hoảng, với các chi tiết chính xác của các văn bản sẽ được công bố sau. 

## Bối cảnh
Qatar có sự khác biệt với các chính phủ Ảrập khác về một số vấn đề: quốc gia này đã phát sóng kênh Al Jazeera, một kênh truyền hình được thế giới Ả Rập nể trọng, quốc gia này bị cáo buộc duy trì quan hệ tốt đẹp với Iran, và đã hỗ trợ tổ chức Anh em Hồi giáo trong quá khứ. Qatar đã cho phép Taliban ở Afghanistan thành lập một văn phòng chính trị trong nước. Tuy nhiên, Qatar cũng là một đồng minh của Hoa Kỳ, chứa căn cứ quân sự lớn nhất của Hoa Kỳ ở Trung Đông.
Tất cả các quốc gia tham gia khác ngoài Ai Cập, Libya và Maldives là thành viên của Hội đồng Hợp tác Vùng Vịnh (GCC), một liên minh kinh tế và chính trị khu vực. Trong nhiều năm, các quốc gia thuộc GCC, bao gồm Qatar, Ả-rập Xê-út và UAE cạnh tranh với nhau trong việc gây ảnh hưởng trên khắp thế giới Ả-rập.
Các quốc gia ngừng quan hệ ngoại giao buộc tội Qatar hỗ trợ khủng bố, can thiệp vào công việc nội bộ của họ  và duy trì quan hệ với Iran. Qatar phủ nhận cáo buộc đã hỗ trợ chủ nghĩa khủng bố và chỉ ra rằng họ đã góp phần vào cuộc chiến do Mỹ dẫn đầu chống ISIS. Qatar cũng biện hộ cho quan hệ với Iran, nói rằng, "Tehran có những ảnh hưởng không thể xem nhẹ được".
Kênh Al-Jazeera, trụ sở tại Qatar, tuyên bố tranh chấp bắt nguồn từ cuộc tấn công (hack) trong tháng 5 năm 2017 vào hãng tin Qatar.

### Các vấn đề tranh chấp
Qatar duy trì mối quan hệ tương đối tốt với Iran. Qatar và Iran cùng sở hữu khu vực South Pars / North Dome, cho đến nay là khu vực khí đốt tự nhiên lớn nhất thế giới, có ảnh hưởng địa chiến lược quan trọng. Qatar sử dụng các mối liên lạc để đàm phán giải cứu các con tin hoặc để các thường dân được di chuyển an toàn ra khỏi các khu vực bị ảnh hưởng. Tuy nhiên, Qatar cũng đã phái các lực lượng của mình để chống lại các lực lượng vũ trang ủng hộ Iran trong cuộc nội chiến ở Yemen hiện nay và đã ủng hộ quân nổi dậy chống lại đồng minh Iran Bashar al-Assad trong cuộc nội chiến Syria.
Qatar đã hỗ trợ Anh em Hồi giáo, một tổ chức Hồi giáo quá khích, trong quá khứ. Saudis cáo buộc Qatar về việc phản bội "con đường Salafi thật sự" . Ả Rập Xê Út và các quốc gia Vùng Vịnh khác xem Anh em Hồi giáo là một mối đe dọa đối với quy luật cha truyền con nối. Còn chính phủ Ai Cập từ lâu đã coi Liên minh Hồi giáo là "kẻ thù số một". Trong năm 2011, trong mùa xuân Ả Rập, Qatar hỗ trợ những người biểu tình kích động thay đổi, bao gồm cả Hồi giáo Huynh đệ. Ngược lại, Ả Rập Xê Út đã hỗ trợ Hosni Mubarak và hiện đang hỗ trợ Abdel Fattah el-Sisi.
Qatar cũng bị buộc tội tài trợ khủng bố. Một số quốc gia đổ lỗi cho Qatar tài trợ các nhóm nổi dậy ở Syria, bao gồm chi nhánh của Al-Qaeda, tại Syria, mặt trận Al-Nusra, mặc dù Saudis cũng làm như vậy Tuy nhiên,
Qatar cũng chứa căn cứ Mỹ lớn nhất ở Trung Đông, căn cứ không quân Al Udeid, được Hoa Kỳ sử dụng trong các chiến dịch của mình ở Iraq, Syria và Afghanistan.

### Sự kiện ngoại giao trước đây
Vào năm 2014, Bahrain, Ả Rập Xê Út và Các Tiểu vương quốc Ả Rập Thống nhất đã chiêu hồi các đại sứ của họ từ Qatar, cáo buộc nước này can thiệp vào công việc nội bộ của họ, nhưng tình huống này cuối cùng đã được làm lắng dịu, sau khi Qatar buộc các thành viên của Hồi giáo Huynh đệ ra khỏi nước này.
Vào tháng 2 năm 2015, quan hệ Ai Cập-Qatar có vấn đề khi Không quân Ai Cập thực hiện các cuộc không kích vào các vị trí bị nghi ngờ là của ISIS ở nước láng giềng Libya sau vụ chặt đầu 21 Kitô hữu Coptic Ai Cập. Các cuộc không kích này bị Al Jazeera lên án, với những hình ảnh được phát sóng về thương vong dân sự. Bên cạnh đó, Bộ Ngoại giao Qatar bày tỏ hạn chế sự tán thành về các cuộc không kích. Điều nầy đưa tới việc Tariq Adel, đại biểu Ai Cập tại Liên đoàn Ả Rập, buộc tội Qatar hỗ trợ khủng bố. Người dân Ai Cập cũng đã phát động chiến dịch trực tuyến lăng mạ chính phủ Qatar. Hội đồng Hợp tác Vùng Vịnh tuy nhiên bác bỏ cáo buộc của Ai Cập và Tổng thư ký của tổ chức này cho những lời tuyên bố là không đúng sự thật.

## Ảnh hưởng

### Du hành hàng không
Các hãng hàng không tại các quốc gia này, bao gồm Emirates,
Gulf Air, EgyptAir, FlyDubai, Air Arabia, Saudi Arabian Airlines và Etihad Airways ngưng các chuyến bay tới và từ Qatar. Bahrain, Ai Cập, Ả Rập Xê Út, và Các tiểu vương quốc Ả Rập Thống nhất cấm các máy bay đăng ký tại Qatar bay qua không phận nước họ. Qatar đã phải định tuyến lại các chuyến bay đến châu Phi và châu Âu thông qua Iran, mà mất thêm thời giờ và tốn kém nhiên liệu hơn.
Qatar Airways để đáp ứng đình chỉ hoạt động các chuyến bay của họ tới Ả Rập Xê Út, UAE, Ai Cập, và Bahrain.
United Arab Emirates cấm tàu Qatar cờ từ gọi tại Fujirah. Do đó, cấm tàu từ Qatar từ cảng và tàu tại cảng từ thuyền trực tiếp đến Qatar. [10] Hạn chế tương tự cũng được đưa ra tại Jebel Ali. Bahrain, Ai Cập và Ả Rập Xê-út do đó cấm tàu Qatar cờ từ cảng của họ. [11
Pakistan International Airlines gửi các chuyến bay đặc biệt để mang các người hành hương Pakistan bị mắc kẹt tại sân bay Doha về nước. Hơn 550 người hành hương Pakistan tại Doha sau đó đã được bay tới Muscat.

### Đường thủy
United Arab Emirates cấm các tàu mang cờ Qatar vào Fujirah. Nó cũng cấm các tàu từ cảng đi trực tiếp đến Qatar. Hạn chế tương tự cũng được đưa ra tại Jebel Ali. Bahrain, Ai Cập và Ả Rập Xê-út cũng cấm các tàu mang cờ Qatar vào cảng của họ.

### Thực phẩm
Gần 80 phần trăm nhu cầu lương thực Qatar đến từ các nước láng giềng Vùng Vịnh Ả Rập. Ngay liền sau khi cắt quan hệ, báo cáo địa phương cho biết người dân "bao vây" các cửa hàng tạp hóa với hy vọng dự trữ thực phẩm. Nhiều xe tải giao hàng thực phẩm phải đậu lại dọc theo biên giới Saudi-Qatar. Các quan chức Iran hứa cung cấp lương thực trong vòng 12 tiếng.

### Cấm phương tiện truyền thông
Ả Rập Xê Út, Ai Cập, Bahrain, và UAE tất cả đều chặn truy cập vào các cơ quan thông tấn Qatar, bao gồm một trong những hãng tin Ả Rập phổ biến nhất, Al Jazeera. Ả Rập Xê-út đóng cửa văn phòng địa phương của mạng truyền thông Al Jazeera. BBC suy đoán, những thay đổi tại Al-Jazeera cần thiết cho bất kỳ giải pháp hòa bình.
UAE cấm bất kỳ biểu hiện thông cảm đối với Qatar. Bất cứ ai công bố những cảm tình dành cho Qatar có thể bị xử phạt tù lên đến 15 năm.

## Đòi hỏi đối với Qatar và phản ứng
Ả-rập Xê-út, Các tiểu vương quốc Ả-rập thống nhất (UAE), Ai Cập và Bahrain đã ban hành danh sách 13 đòi hỏi thông qua Kuwait, hoạt động như một trung gian hòa giải, rằng Qatar phải đồng ý hoàn toàn trong vòng 10 ngày. Theo các tường thuật vào ngày 23 tháng 6 năm 2017, những yêu cầu này bao gồm:
- Đóng cửa al-Jazeera và các văn phòng liên hệ.
- Đóng cửa căn cứ quân sự Thổ Nhĩ Kỳ ở Qatar và chấm dứt sự hiện diện của quân đội Thổ Nhĩ Kỳ và bất kỳ hợp tác quân sự chung nào với Thổ Nhĩ Kỳ bên trong Qatar.
- Giảm mối quan hệ với Iran. Chỉ được phép buôn bán và thương mại với Iran phù hợp với các biện pháp trừng phạt của Mỹ và quốc tế.[54] Trục xuất bất kỳ thành viên của Lực lượng bảo vệ Cách mạng Iran và cắt đứt hợp tác quân sự và tình báo với Iran.[55]
- "Qatar cũng phải thông báo rằng họ đang cắt đứt quan hệ với các tổ chức khủng bố, hệ tư tưởng và giáo phái, trong đó có Anh em Hồi giáo, Nhà nước Hồi giáo Iraq và Levant, al Qaeda, Hezbollah, và Jabhat Fateh al Sham, trước đây là chi nhánh của Al Qaeda tại Syria" theo như một quan chức Ả Rập.
- Nộp tất cả các kẻ khủng bố được chỉ định ở Qatar và ngừng tất cả các phương tiện tài trợ cho các cá nhân, nhóm hoặc tổ chức đã được chỉ định là khủng bố
- Qatar nên ngừng can thiệp vào các vấn đề đối nội và đối ngoại của bốn quốc gia và liên lạc với nhóm đối lập chính trị của họ.
- Ngừng cấp quốc tịch cho những người công dân Ả-rập Xê-út, UAE, Ai Cập và Bahrain bị truy nã. Thu hồi quốc tịch Qatar cho các công dân này mà đã vi phạm luật của các quốc gia đó.[54]
- Thanh toán bồi thường cho những năm bị cáo buộc sai lầm.
- Giám sát trong 10 năm [51]
- Đóng cửa các văn phòng thông tin mà Qatar tài trợ, trực tiếp và gián tiếp, bao gồm Arabi21, Rassd, Al-Araby Al-Jadeed và Mắt Trung Đông.
- Trở về hàng ngũ của các quốc gia Vùng Vịnh và Ả Rập về quân sự, chính trị, xã hội và kinh tế, cũng như các vấn đề kinh tế, phù hợp với một thỏa thuận đã đạt được với Ả-rập Xê-út vào năm 2014.[54]

Vào ngày 23 tháng 6 năm 2017, Thổ Nhĩ Kỳ đã từ chối đóng cửa căn cứ quân sự ở nước này. Tổng thống Recep Tayyip Erdogan cho những đòi hỏi này là vi phạm luật quốc tế. Trong một cuộc nói chuyện qua điện thoại, Tổng thống Iran Hassan Rohani nói với Emir của Katar, Tamim bin Hamad al-Thani, Iran đứng về phía Qatar, một nước anh em, trong cuộc khủng hoảng và mở cửa không phận và hải phận bất cứ lúc nào cho Qatar.
Chính phủ Qatar đã bác bỏ 13 đòi hỏi này vào ngày 25 tháng 6 năm 2017. Họ cho chúng là không thích hợp và cũng không hợp lý.

## Thỏa thuận Riyadh
Hôm 11-2, đài CNN công bố một phần tài liệu gọi là "Thỏa thuận Riyadh", trong đó đề cập tới hàng loạt thỏa thuận giữa Qatar với các nước láng giềng vùng Vinh trong năm 2013 và 2014. Nội dung của các thỏa thuận này liên quan tới việc ngăn chặn ủng hộ các phe đối lập và chống đối ở các quốc gia trên, cũng như Ai Cập và Yemen. Sự tồn tại của thỏa thuận ngầm này đã được biết tới, nhưng đây là lần đầu tiên nó được tiết lộ. Trong một tuyên bố chung, Bahrain, Ai Cập, Ả Rập Xê Út và UAE nói việc công bố hiệp định, có nghĩa là để giải quyết tranh chấp giữa Qatar và các nước láng giềng Vùng Vịnh của nó, "xác nhận một cách rõ ràng sự thất bại của Qatar để đáp ứng cam kết của mình và hoàn toàn vi phạm các cam kết này". Đáp lại, Qatar cáo buộc Ả Rập Xê Út và UAE phá vỡ tinh thần của thỏa thuận Riyadh và tham gia vào một "cuộc tấn công không có lý do xác đáng và chưa từng có vào chủ quyền của Qatar".